# 팜냣브엉
팜 냣 브엉(베트남어: Phạm Nhật Vượng, 1968년 8월 5일 ~ )은 베트남의 부동산 개발가로 베트남 최초의 억만장자이다.

## 개요
팜냣브엉은 1968년 하이퐁에서 태어났다. 그의 부계 가족은 베트남 중부의 하띤성이 본가이다. 그는 하노이에서 자랐고 1985년에 낌리엔 고등학교를 졸업했다. 1987년 그는 하노이 광업 지질 대학교에 입학하여 모스크바 지질 탐사 연구소에서 공부하기 위해 러시아로 파견되었다. 그는 1992년에 대학을 졸업했다.
졸업 후 팜투흐엉(Phạm Thu Hương)과 결혼하여 우크라이나 하르키우로 이주했다. 1993년, 그는 우크라이나에서 건조 요리 제품 시장의 선두 주자였던 테크노컴(Technocom)을 설립하고, 2009년 그가 베트남으로 돌아가기 전에 네슬레에 1.5억 달러에 매각했다.
팜냣브엉의 베트남 최초 프로젝트는 2003년에 개장한 빈펄 리조트 냐짱과 2004년에 개장한 하노이 중앙의 빈컴 시티 타워(이후 빈컴 바찌우로 개칭)이다. 빈컴(Vincom)은 2007년 상장되었고, 팜냣브엉의 럭셔리 리조트 사업인 빈펄과 합병하여 빈그룹 형성했다. 합병 2007년에 공개했다 빈그룹은 하노이 동부 롱비엔에 있는 리버사이드 타운에 본부를 두고 있다.
2015년 팜냣브엉은 24.3조 베트남 동(약 11억 달러)의 자산을 보유한 베트남에서 가장 부유한 인물이 되었으며, 두 번째 부자인 하노이 호아팟 사의 짠딘롱 보다 4배가 많았다. 그의 아내 팜투흐엉과 형제 팜떠이항(Pham Thuy Hang)은 각각 3위와 5위를 차지했다. 포브스는 2018년 4월 10일 현재 순자산이 75억 달러에 달할 것으로 추정했다.

## 부동산 개발

### 빈컴 쇼핑 센터
팜냣브엉의 빈컴은 베트남에 18개의 쇼핑센터를 오픈했으며 하노이에는 7개, 호찌민에는 4개, 비엣찌, 할롱, 하이퐁, 다낭, 비엔호아, 껀터와 롱쑤옌에 각각 18개의 쇼핑센터를 개설했다.
- Vincom 바찌우 (전 Vincom City Towers), 하이바쯩, 하노이, 2004
- Vincom 바찌우, 제3타워, 2009년
- Vincom 동코이, 1군, 호찌민시, 2010
- Vincom 롱비엔, 롱비엔군, 하노이, 2011
- Vincom 메가몰 로열 시티, 타인쑤언군, 하노이, 2013
- Vincom 메가몰 타임즈 시티, 하이바쯩군, 하노이, 2013
- Vincom 할롱, 할롱, 꽝닌성, 2014
- Vincom 투득, 투득군, 호찌민시, 2015
- Vincom 헝브엉 - 껀터, 2015
- Vincom 다낭, 다낭, 2015
- Vincom 비엔호아, 비엔호아, 동나이성, 2015
- Vincom 꽝쭝, 고법군, 호찌민시, 2015
- Vincom 하이퐁, 하이퐁, 2015
- Vincom 센터 응우옌찌타인, 동다군, 하노이, 2015
- Vincom 플라자 비엣찌, 비엣찌, 푸토, 2015
- Vincom 플라자 롱쑤옌, 롱쑤옌, 안장성, 2015
- Vincom 메가몰 타오지엔, 2군, 호찌민시, 2015
- Vincom 플라자 팜응옥텍(Pham Ngoc Thach), 동다, 하노이, 2016
- Vincom 플라자 박뜨리엠, 하노이, 2017

### 빈펄고급 리조트
- 냐짱 (리조트, 빌라, 골프 클럽, 유원지) - 5개 주거지
- 푸꾸옥 (리조트, 골프 클럽) - 2 곳
- 다낭 (리조트, 빌라)
- 하롱 (리조트)
- Royal City and Times City의 하노이 (수상 공원, 수족관) -
- 호 이안 (리조트, 빌라), 공사중
- 꾸이년 (리조트, 빌라), 공사중

### 빈홈 도시 개발
- 리버사이드, 롱비엔군, 하노이
- 로얄 시티, 타인쑤언군, 하노이
- 타임즈 시티, 하이바쯩군, 하노이
- 동코이 고급 임대, 1군, 호찌민시
- 빈홈 탕롱, 남 안카인, 호아이즉, 하노이
- Gardenia, 뜨리엠현, 하노이
- 파라다이스 메찌, 뜨리엠현, 하노이
- 스타시티 센터, 짠즈이헝, 꺼우저이군, 하노이
- 메트로폴리스 리우기아이, 바딘군, 하노이 (건설 중)
- 센트럴 파크 탄캉, 빈타인군, 호찌민
- 하띤
- 샵하우스, 하이퐁 (건설 중)
- 샵하우스, 껀터 (건설 중)
- 할롱

## 기타 사업
- adayroi.com (VinEcom) - 전자상거래
- Almaz - 하노이에서 전시 및 컨벤션 서비스
- VinCharm - 다낭, 나트랑 및 하노이의 스파 및 체육관
- Vincom 오피스 - 사무실 임대
- VinDS - 패션 매장
- Vineco - 식품 공급망
- Vinmart - 하노이, 하이즈엉성, 하이퐁, 닌빈성, 하띤성 및 호찌민시의 슈퍼마켓 체인
- VinMec - 하노이와 푸꾸옥의 고급 국제병원
- VinPro - 전자 제품 상점
- VinSchool - 하노이의 K-12 국제학교
- VinFast - 2018년 하노이에 설립된 자동차 제조업체
- VinSmart - 호찌민시에서 2018년에 설립된 핸드폰 제조업체